# De kleine man
De kleine man is een Nederlandstalig protestlied uit 1929, geschreven door Jacques van Tol en voor het eerst gezongen en op plaat gezet door Louis Davids. Het sociaal geëngageerde nummer neemt het op voor de tussen kapitaal en arbeid in verdrukking komende kleine burger.

## Geschiedenis
Jacques van Tol schreef het nummer voor de revue Lach en Vergeet (1929) van Louis Davids. Zowel het lied als de bijbehorende sketch, waarin Davids als burgermannetje met bolhoed bij de stembus belaagd werd door politieke propagandisten, oogstten veel lof. Nog datzelfde jaar werd het lied uitgebracht door Columbia Records, op de B-kant van De Begrafenis van Oome Manus. Al een jaar later, in april 1930, werd het nummer opnieuw op plaat uitgebracht, nu op de A-kant met Ich Kusse Ihre Hand, Madame op de B-kant.
Tijdens de Tweede Wereldoorlog sloot Van Tol zich aan bij de NSB en nam een antisemitische versie van De kleine man op voor het propagandaradioprogramma Zondagmiddagcabaret van Paulus de Ruiter (1940-1944), met teksten als: 'Dat was de Jodeman, de dikke Jodeman, / Die uitgekookte, gaargestoofde, / Vette Jodeman'.
Ironisch genoeg werd er tijdens de oorlog ook een aangepaste versie uitgezonden op Radio Oranje, geschreven door cabaretgroep De Watergeus en uitgevoerd door Jaap Sikkema. Deze versie was een satire over NSB leider Anton Mussert die hem onder meer bespotte met teksten als: 'Ligt na aan 't hart van zes en een kwart / Pakt de Judasloon graag an, / Die volksverleider, sof Gauleier, / Van een kleine man.'

## Tekst
Het is op ons kleine wereldje een beetje raar gesteld
Want de ene mens neemt veel te grote happen
De een woont in een villa en de andere bij de belt
En die moet zich op z'n teentjes laten trappen
De ene slaat zijn slag, doet wat ie soms niet mag
En de andere, dat is een feit, betaalt steeds het gelag
Dat is die kleine man, die kleine burgerman
Zo'n hele kleine man met een confectiepakkie an
De man die niks verdragen kan, blijft altijd onder Jan
Zo'n hongerlijer, zenuwelijer van een kleine man
De verkiezingen in Holland zijn altijd een grote pret
Want dan hoor je onze heeren candidaten
Elkaar uitschelden voor leugenaar, voor schoffie enzovoorts
Zoeken gaatjes om hun gifgas uit te laten
En zitten ze op de stoel, hoe veilig zo'n gevoel
Wie moet de rekening betalen voor hun grote... mond
Dat is die kleine man, die kleine burgerman
Die doodgewone man met een confectiepakkie an
De man met zo een achttien gulden C en A-tje an
Zo'n zenuwelijer, hongerlijer van een kleine man
De Minister van Defensie vraagt weer onderzeeërs aan
Mocht een vreemdeling zich met de Oost bemoeien
En als wij die vloot dan hebben en er komt een beetje mot
Kunnen wij er in de Amstel mee gaan roeien
Dat heet voor 't ideaal, voor Neerlands grond en taal
Maar wie betaalt het pakkie van de viceadmiraal?
Dat is die kleine man, die kleine burgerman
Die doodgewone man met een confectiepakkie an
Zo'n ordinaire man met van die Bata-schoentjes an
Zo'n zenuwelijer, minimumlijer van een kleine man
Dempsey gaat weer aan het boksen en krijgt weer een dik millioen
Om zich 'n kwartiertje suf te laten stompen
En zijn tegenstander, als die wint, een half millioentje meer
Want die kereltjes laten zich niet lompen
Wie snakt er naar zo'n baan, zou, kreeg ie het gedaan
Voor twee tientjes al zijn kiezen uit zijn kaken laten slaan?
Dat is die kleine man, die kleine burgerman
Zo'n doodgewone man met een confectiepakkie an
De man met zo een uitgesneden linnen frontje an
Zo'n zenuwelijer, hongerlijer van een kleine man
We verzorgen onze medeburgers tegenwoordig best:
Als je niet werkt krijg je achttien gulden premie
En dan zijn er veel slampampers die zijn liever lui dan moe
Want die denken: nou die achttien piek, die neem ie!
Ze schelden allemaal op patroon en kapitaal
En wie is weer de dupe van het vrijheidsideaal?
Dat is die kleine man, die kleine burgerman
Die doodgewone man met zo'n confectiepakkie an
Een met zoo'n imitatie-jaeger onderbroekkie an
Zo'n minimumlijer, zenuwelijer van een kleine man

## Covers
De kleine man is vaak gecoverd en ook geparodieerd geweest. Kees Pruis persifleerde het in 1930 al als De kleine vrouw en Louis Davids deed het zelf ook nog eens als De kleine hond, in juni 1930 op plaat uitgebracht door Tri-Ergon. Veel van de latere coveraars, zoals Fien de la Mar (1930), Willy Derby (1930), Jetty Pearl (1941), Wim Sonneveld (1959), Henk Elsink (1969), André Van Duin (1970) en Harry Slinger (2004) pasten de tekst enigszins aan naargelang de actualiteit van die jaren. In Vlaanderen is Wim De Craene's cover uit 1973 de bekendste versie.

## Bron
- De Kleine Man via The Originals